# Sistema CGS
El sistema CGS és un sistema d'unitats basat en el centímetre, el gram i el segon. CGS és l'abreviatura de centímetre-gram-segon. Precedí a l'actual estàndard d'unitats, el Sistema Internacional (basat en les unitats metre-kilogram-segon, ocasionalment anomenat mks). Totes les unitats utilitzades en mecànica deriven directament i sense ambigüetats de les tres unitats de base, però hi ha diferents vies per estendre el sistema CGS per tal de cobrir el camp de l'electromagnetisme.

## Història
El sistema cgs va ser proposat el 1873 pels físics britànics William Thomson (Lord Kelvin) i James Clerk Maxwell i l'enginyer alemany Ernst Werner von Siemens. A l'assemblea general de la IUPAC del 1951 a Copenhaguen es va aprovar l'adopció de dos nous subsistemes cgs, l'electrostàtic (centímetre, gram, segon i franklin) i l'electromagnètic (centímetre, gran, segon i biot). El sistema va tenir una acceptació important, però algunes unitats eren massa petites per molts camps de la ciència i l'enginyeria. A partir del 1960, amb la introducció del Sistema Internacional es desaconsella la utilització del sistema cgs. Tanmateix, en alguns camps es van continuar utilitzant unitats no oficials derivades del sistema cgs com la dina, l'erg, el poise, l'stokes, el gauss, l'oersted, el maxwell, l'stilb o el phot. El gran inconvenient del sistema està relacionat amb la seva divisió en tres subsistemes. Les complicacions de conversió entre els subsistemes foren una raó més pel seu abandonament pel sistema MKS primer i el SI més tard. Avui dia, el Sistema Internacional gaudeix d'estatus d'oficialitat a gairebé tot el món i és l'únic autoritzat a la Unió Eurpea.

## Unitats
Les unitats en el sistema cgs són:
- Longitud: centímetre. 1 cm = 0,01 m
- Massa: gram, 1 g = 0,001 kg
- Temps: segon
- Acceleració: galileu, 1 Gal = 1 cm s -2 [4]
- Força: dina = g·cm·s−2 = 10 −5N
- Energia: erg = g·cm²·s−2 = 10−7J
- Potència: g·cm²·s−3 = 10−7W
- Pressió: barye = g·cm−1·s−2 = 0,1 Pa
- Viscositat: poise(1) = g·cm−1·s−1 = 0,1 Pa·s
- Càrrega: esu (1), franklin = (g·cm³·s−2)½ = 10 −10 C
- Potencial elèctric: statvolt (1) = erg/esu 299,8 V
- Camp elèctric: statvolt/cm = dina/esu
- Camp magnètic: 1 gauss = 1 oersted (1) = 1 statvolt/cm = 1 dina/esu = 10 −4 T
- Flux magnètic: 1 maxwell = 1 gauss·cm² = 10−8Wb
- Resistència: Ω
- Resistivitat: Ω/cm
- Capacitat electroestàtica: cm = 1,113 ·10−12 F
- Inductància: s²/cm = 8,988·1011 H

Les mantisses 2998; 3336; 1113; i 8988 s'han deduït de la velocitat de la llum en el buit i són, de forma més precisa 299792458; 333564095198152; 1112650056; i 89875517873681764.